# Peter Graaff

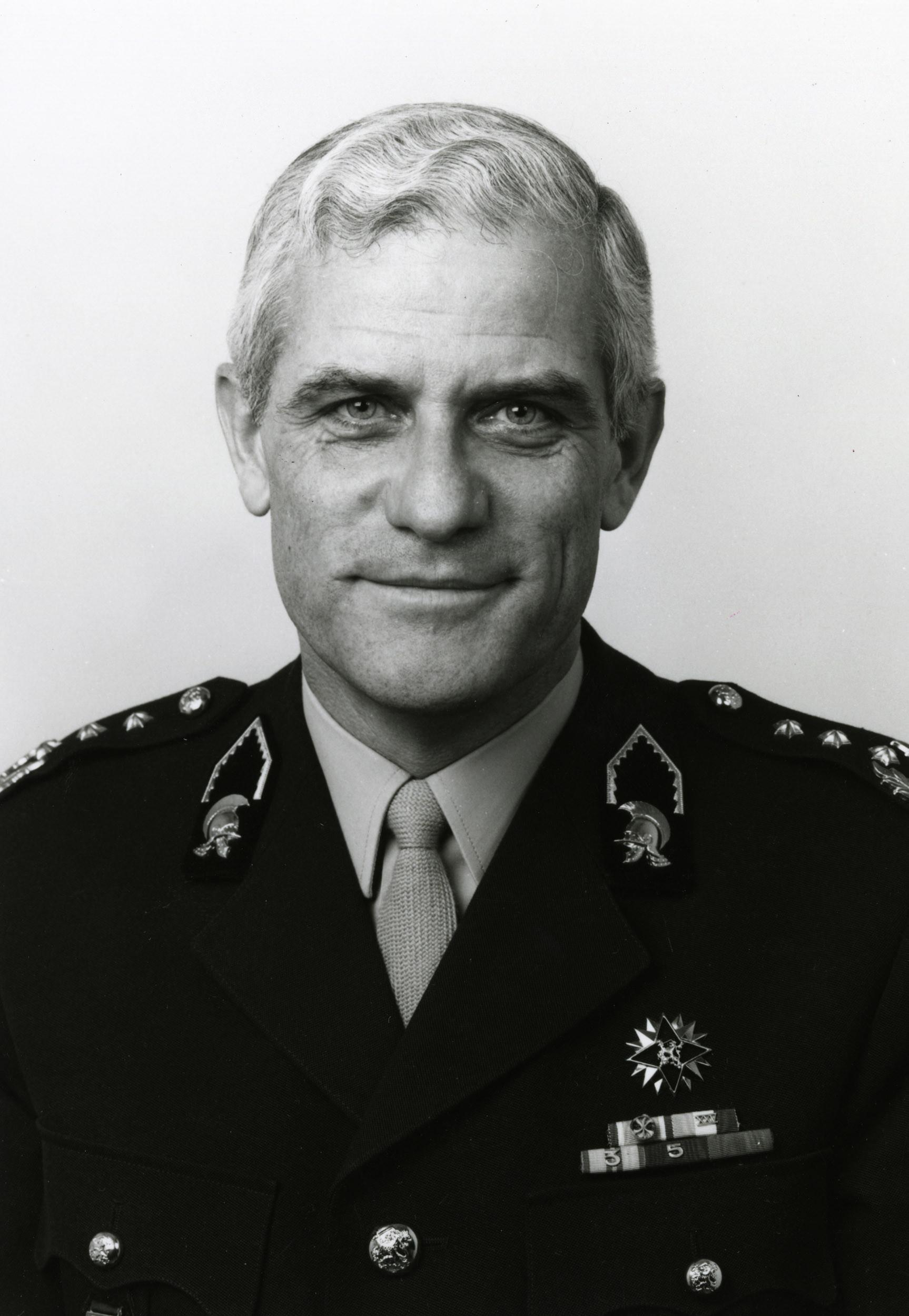
Peter Graaff

Peter Jan Graaff (* 21. Januar 1936 in Bandung, Niederländisch-Indien; † 24. März 2014 in Emmen, Provinz Drenthe) war ein niederländischer General, der zwischen 1985 und 1988 Befehlshaber des Heeres (Bevelhebber der Landstrijdkrachten) sowie im Anschluss zwischen 1988 und 1992 Chef des Generalstabes (Chef Defensiestaf) und damit höchster Offizier der niederländischen Streitkräfte (Nederlandse Krijgsmacht) war.

## Leben
Graaff begann nach der Schulausbildung seine militärische Laufbahn 1952 mit dem Eintritt als Kadett in die Koninklijke Militaire Academie (KMA). Nach Abschluss der Ausbildung wurde er 1955 Leutnant (Tweede Lieutenant) der Pioniere und übernahm in der Folgezeit verschiedene Verwendungen in dieser Einheit. In den Jahren 1968 bis 1970 absolvierte er den Generalstabslehrgang an der Höheren Militärschule (Hogere Krijgsschool) in Den Haag und wurde 1975 Kommandeur des 41. Pionierbataillon (41 Geniebataljon) in Seedorf.
Danach folgten verschiedene Verwendungen wie zum Beispiel als Chef des Stabes des damaligen Nationalen Territorialkommandos (Nationaal Territoriaal Commando) in Gouda und auch ein Studium am US Army War College in Carlisle, ehe er 1981 Brigadegeneral und Kommandeur der 11. Panzergrenadierbrigade (11 Pantserinfanteriebrigade) in Schaarsbergen wurde. Im Anschluss wurde er 1983 Vizechef des Heeresstabes für Planung sowie 1984 nach einer Beförderung zum Generalmajor stellvertretender Befehlshaber des Heeres (Plaatsvervangend Bevelhebber der Landstrijdkrachten).
Am 31. Oktober 1985 wurde Graaff zum Generalleutnant befördert und als Nachfolger von Generalleutnant Han Roos zum Befehlshaber der Landstreitkräfte ernannt. Diese Funktion bekleidete er bis zum 16. Dezember 1988, als er Nachfolger von General Govert Huijser wurde. Unter gleichzeitiger Beförderung zum General der Pioniere wurde er Chef des Verteidigungsstabes und übernahm damit die höchste militärische Funktion innerhalb der niederländischen Streitkräfte. Sein eigener Nachfolger als Befehlshaber der Landstreitkräfte wurde daraufhin Generalleutnant Rien Wilmink.
Nach fast vierjähriger Amtszeit wurde Graaff im Mai 1992 in den Ruhestand versetzt und als Chef des Verteidigungsstabes und durch den General der Fernmeldetruppe Arie van der Vlis abgelöst, der zuvor Kommandierender General des 1. Heereskorps war.

## Auszeichnungen
Für seine langjährigen Verdienste wurde Graaff mehrfach ausgezeichnet und war unter anderem Großoffizier des Ordens von Oranien-Nassau und Ritter des Ordens vom Niederländischen Löwen. Für seine militärischen Verdienste erhielt er das Viertagekreuz für die viermalige Teilnahme am Nijmegenmarsch, das Abzeichen für langjährige Dienste als Offizier sowie die Geschicklichkeitsmedaille der Sportföderation NOC*NSF für fünfmalige Teilnahme. 
Des Weiteren war er Kommandeur der Legion of Merit sowie Offizier der Ehrenlegion.